# Louis de Bonald
Louis Gabriel, vizconde de Bonald (Millau, 2 de octubre de 1754 - 23 de noviembre de 1840) fue un político, filósofo, escritor y publicista francés, principal exponente, junto a Joseph de Maistre, del pensamiento reaccionario opuesto a las ideas de Revolución francesa y de la Ilustración.
Ferviente monárquico y católico, Bonald se convirtió en la voz principal de los legitimistas de Francia. En sus numerosas obras criticó la Declaración de los Derechos del Hombre y del Ciudadano, el Contrato social de Rousseau y las innovaciones político-sociales de la Revolución, para abogar por la vuelta a la autoridad de la monarquía y de la religión.

## Biografía
Nacido en el seno de una antigua familia noble de Rouergue en Francia, Louis-Gabriel de Bonald entró en 1769 al Colegio de Juilly que regentaban los Oratorianos. Después sirvió como mosquetero por un tiempo, antes de casarse con una joven de la alta sociedad, Elisabet de Combescure. En 1785 se convierte en alcalde de Millau.
Cuando adviene la Revolución la apoyó en un comienzo, llegando a recibir una corona cívica de sus conciudadanos y reelegido en su cargo de alcalde en 1790. Algunos meses más tarde ingresó a la Asamblea departamental. Poco después, las medidas anticatólicas dictadas por el gobierno revolucionario, afectaron profundamente sus sentimientos religiosos. El 31 de enero de 1791, Bonald dimitió y, para evitar represalias, emigró con sus dos hijos mayores a Heidelberg, donde se encontraba el ejército del Príncipe de Condé, que resistía a la Revolución.
Fue en Heidelberg donde Bonald descubrió su vocación de escritor, inspirándose en algunas obras que él llevaba consigo. Su primera obra fue la Teoría del poder político religioso, impresa en 1796. En ella anunciaba su intención: «Creo posible demostrar que el hombre no puede dar una constitución a la sociedad religiosa o política, que él no puede dar la gravedad a los cuerpos o el grosor a la materia».
En 1797 Bonald volvió clandestinamente a París. Allí comenzó a colaborar en el periódico Mercure de France al tiempo que frecuentaba regularmente a Louis-Mathieu Molé y Chateaubriand. En 1800 publicó su Ensayo analítico sobre las leyes naturales del orden social y en 1801 Del divorcio, en cuya obra Bonald defiende la indisolubilidad del matrimonio. En 1802 se editó la Legislación primitiva, al tiempo que El genio del cristianismo de Chateaubriand. 
Por este tiempo se retiró a sus tierras, sin dejar de publicar en el Mercurio de Francia y en El Diario de los debates (Journal des débats). En 1806, tras la publicación de un artículo suyo sobre la tolerancia de opiniones, recibió una reprimenda de Fouché. Luego, Bonald, ferviente realista, rehusó la oferta de Napoleón de hacer reimprimir su Teoría del poder si retiraba el nombre del rey de la misma. En 1807, rechazó igualmente el puesto de director del periódico oficial Diario del Imperio (Journal de l'Empire). 
Con el advenimiento de la Restauración tras la caída de Napoleón, su combate por la monarquía hizo que Bonald ganara reconocimiento oficial y fuera nombrado "caballero de Saint-Louis". En esta época jugó un rol político activo, siendo elegido diputado en 1815 de la llamada Chambre introuvable (agosto de 1815-septiembre de 1816). Ese mismo año propuso una ley prohibiendo el divorcio, considerado como "veneno revolucionario". Dicha ley fue votada en 1816.
En 1816 Bonald fue elegido miembro de la Academia Francesa, de la cual formó parte al tiempo que se dedicaba a los asuntos políticos. Finalmente, en 1830 dejó la vida política activa y murió en 1840, víctima de una crisis de asma. 
Su hijo, Luis Jacques Maurice de Bonald, fue elegido Arzobispo de Lyon y luego nombrado Cardenal. Un bisnieto suyo, Henri de Bonald de la Rode, también vizconde de Bonald, participó en la tercera guerra carlista y formó parte del Estado Mayor del general Francisco Savalls.

## Su pensamiento
Bonald es considerado el "jefe de filas" del tradicionalismo. Para él, la sociedad encontraba su origen en el poder, que venía de Dios. La monarquía preexistía a la sociedad, pues ella la constituía y la conservaba por su sola existencia. Asimismo, el lenguaje, las artes y el conocimiento habían tenido origen en una revelación primitiva de la divinidad. Para Bonald, todo contacto entre los diversos pueblos y civilizaciones es contraproducente por conducir a un mestizaje cultural indeseable, en su opinión; por este motivo, condena también el «gusto excesivo por los viajes».
Como ideólogo y portavoz autorizado de los ultrarrealistas, Bonald se mostró un férreo opositor a la libertad de expresión, y abogó activamente en favor de la censura de libros y prensa: «Hace falta pues una censura, una censura severa, una censura universal para todos los escritos periódicos y otros» (discurso del 9 de julio de 1821). En consonancia con dichas ideas, en 1827 aceptó el cargo de presidente del Comité de censura en la Restauración.
Aborrecía las ideas igualitaristas, racionalistas y liberales (individualistas) popularizadas por los movimientos revolucionarios y la filosofía de la Ilustración; por contra, Bonald propugna una teocracia basada en una estricta jerarquía (por ello, considera al ejército como el «modelo más perfecto de sociedad») y unos valores rígidos que sostengan la estructura social, presididos por la que él considera como la única religión verdadera: el catolicismo. La mujer está por debajo del hombre y es solo un instrumento o medio —un «hombre-niño»—, destinada a la vida familiar. La educación pública, vetada a las mujeres, debería tener como objetivo principal enseñar a obedecer.
La doctrina de Bonald ayudó a sustentar el proceso de Restauración que experimentó Europa entre 1814 y 1848 y el resurgimiento del Papado en el siglo XIX, luego de la tormenta de la Revolución francesa. 
Louis de Bonald es además uno de los precursores de la sociología.

## Obras

### En Francés
- 1796 : Théorie du pouvoir politique et religieux
- 1800 : Essai analytique sur les lois naturelles de l'ordre social
- 1801 : Du divorce considéré au XIXe siècle
- 1802 : Législation primitive (3 volumes)
- 1817 : Pensées sur divers sujets
- 1818 : Recherches philosophiques sur les premiers objets des connaissances morales
- 1815 : Réflexions sur l'intérêt général de l'Europe
- 1818 : Observations sur un ouvrage de Madame de Staël
- 1819 : Mélanges littéraires, politiques et philosophiques
- 1830 : Démonstration philosophique du principe constitutif de la société
- 1821 : Législation primitive considérée par les lumières de la raison (3 volumes)
- 1821 : Opinion sur la loi relative à la censure des journaux
- 1825 : De la chrétienté et du christianisme
- 1826 : De la famille agricole et de la famille industrielle
- 1834 : Discours sur la vie de Jésus-Christ
- 1840-43 et 1859 : Œuvres complètes (7 volumes)

### Traducciones
- Ensayo analítico acerca de las leyes naturales del orden social o del poder, del ministro y del súbdito. Madrid: Imprenta Real. 1823. 161p.
- Investigaciones filosóficas acerca de los primeros objetos de los conocimientos morales. Madrid: Imprenta Real. 1824. Tomo I 302p, Tomo II 221p.
- Teoría del poder político y religioso. Teoría de la educación social (Estudio preliminar y selección de Colette Capitan. Presentación y Traducción de Julián Morales). Madrid: Tecnos. 1988. 179p